# Distretto di Yunguyo
Il distretto di Yunguyo è un distretto del Perù, facente parte della provincia di Yunguyo, nella regione di Puno.